# 葉黄記
『葉黄記』（ようこうき）は、鎌倉時代の公卿・葉室定嗣が記した日記。葉黄という題名は筆者定嗣の名字と、官途である中納言の唐名・黄門に由来する。定嗣卿記、葉樺記などの別名もある。
寛元4年（1246年）から宝治2年（1248年）までの2年間以外は断片的な記述が現存するのみだが、朝廷の儀式、典礼や、当時の政局趨勢などが描写されている。作者の葉室定嗣は後嵯峨上皇に院臣として近侍しており、上皇の院政に関する情報が多く記されている。武家側の史料である『吾妻鏡』とは異なる記述も見られ、公家の立場から書かれた史料として、検証に重用されている。 